# Двигатель Toyota NR
Двигатели Toyota NR — серия рядных четырёхцилиндровых бензиновых двигателей внутреннего сгорания объёмом 1,2—1,5 литров (1197—1498 см3) японской компании Toyota, находящихся в производстве с 2008 года.

## Технические характеристики
На двигатели серии NR устанавливаются алюминиевые блоки цилиндров и их головки. Клапанные механизмы DOHC с системами газораспределения VVT-i и VVT-iW. Также используется многоточечный или прямой впрыск топлива. Двигатели 1NR, 2NR, 3NR, 4NR, 5NR, 6NR и 7NR имеют стандарт VVT-i, а двигатель 8NR имеет стандарт VVT-iW, что позволяет ему работать по циклу Отто, а также модифицированному циклу Аткинсона для повышения тепловой эффективности.

## 1NR-FE
- Объём: 1,3 л (1329 см3)
- Годы производства: 2008 — настоящее время
- Диаметр цилиндра х ход поршня: 72,5 мм × 80,5 мм
- Мощность: 71—77 кВт (97—107 л. с.) при 6000 об/мин
- Крутящий момент: 120—132 Н∙м при 3800—4000 об/мин[1]

## 1NR-VE
- Объём: 1,3 л (1329 см3)
- Годы производства: 2015 — настоящее время
- Мощность: 71—77 кВт (97—107 л. с.) при 6000 об/мин
- Крутящий момент: 120—132 Н∙м при 3800—4000 об/мин[2]

## 1NR-FBE
- Объём: 1,3 л (1329 см3)
- Годы производства: 2008—2016

## 1NR-FKE
- Объём: 1,3 л (1329 см3)
- Годы производства: 2014 — настоящее время[3]
- Мощность: 73 кВт (99 л. с.) при 6000 об/мин[4]
- Крутящий момент: 121 Н∙м при 4000 об/мин[5]
- Степень сжатия: 13,5:1

## 2NR-FE
- Объём: 1,5 л (1496 см3)
- Годы производства: 2010 — настоящее время[6]
- Диаметр цилиндра х ход поршня: 72,5 мм × 90,6 мм
- Мощность: 66—79 кВт (90—107 л. с.) при 5600—6000 об/мин
- Крутящий момент: 132—140 Н∙м при 3000—4200 об/мин

## 2NR-VE
- Объём: 1,5 л (1496 см3)
- Годы производства: 2015 — настоящее время[7]
- Мощность: 71—78 кВт (96—105 л. с.) при 6000 об/мин
- Крутящий момент: 134—140 Н∙м при 4200—4400 об/мин
- Степень сжатия: 10,5:1—11,5:1

## 2NR-VEX
- Объём: 1,5 л (1496 см3)
- Годы производства: 2023 — настоящее время[8]
- Мощность: 67 кВт (91 л. с.)
- Крутящий момент: 121 Н∙м

## 2NR-FBE
- Мощность: 81 кВт (109 л. с.) при 5600 об/мин
- Крутящий момент: 136 Н∙м при 3100 об/мин

## 2NR-FKE
- Годы производства: 2015 — настоящее время[9]
- Мощность: 80 кВт (108 л. с.) при 6000 об/мин
- Крутящий момент: 136 Н∙м при 4400 об/мин
- Степень сжатия: 13,5:1

## 3NR-FE
- Объём: 1,2 л (1197 см3)
- Годы производства: 2011 — настоящее время
- Диаметр цилиндра х ход поршня: 72,5 мм
- Мощность: 65 кВт (88 л. с.) при 6000 об/мин
- Крутящий момент: 104 Н∙м при 3100 об/мин
- Степень сжатия: 11,5:1

## 3NR-VE
- Объём: 1,2 л (1197 см3)
- Годы производства: 2017 — настоящее время
- Диаметр цилиндра х ход поршня: 72,5 мм
- Мощность: 65 кВт (88 л. с.) при 6000 об/мин
- Крутящий момент: 108 Н∙м при 4200 об/мин[10]
- Степень сжатия: 10,3:1; 13,5:1[11]

## 3NR-FKE
- Годы производства: 2019 — настоящее время
- Мощность: 65 кВт (92 л. с.) при 6000 об/мин
- Крутящий момент: 109 Н∙м при 4400 об/мин
- Степень сжатия: 13,5:1

## 4NR-FE
- Объём: 1,3 л (1329 см3)
- Мощность: 73 кВт (99 л. с.) при 6000 об/мин
- Крутящий момент: 123 Н∙м при 4200 об/мин

## 5NR-FE
- Объём: 1,5 л (1496 см3)
- Мощность: 79 кВт (107 л. с.) при 6000 об/мин
- Крутящий момент: 140 Н∙м при 4200 об/мин

## 6NR-FE
- Объём: 1,3 л (1329 см3)
- Мощность: 73 кВт (99 л. с.) при 6000 об/мин
- Крутящий момент: 123 Н∙м при 4200 об/мин

## 7NR-FE
- Объём: 1,5 л (1498 см3)
- Мощность: 79 кВт (107 л. с.) при 6000 об/мин
- Крутящий момент: 140 Н∙м при 4200 об/мин

## 8NR-FTS
- Объём: 1,2 л (1197 см3)
- Годы производства: 2015 — настоящее время[12]
- Мощность: 85 кВт (116 л. с.) при 5200—5600 об/мин
- Крутящий момент: 185 Н∙м при 1500—4000 об/мин
- Степень сжатия: 10,0:1

## 9NR-FTS
- Объём: 1,2 л (1197 см3)[13]
- Диаметр цилиндра х ход поршня: 71,5 мм × 74,5 мм
- Мощность: 85 кВт (116 л. с.) при 5200 об/мин
- Крутящий момент: 185 Н∙м при 1500 об/мин
- Степень сжатия: 10,0:1

## Галерея

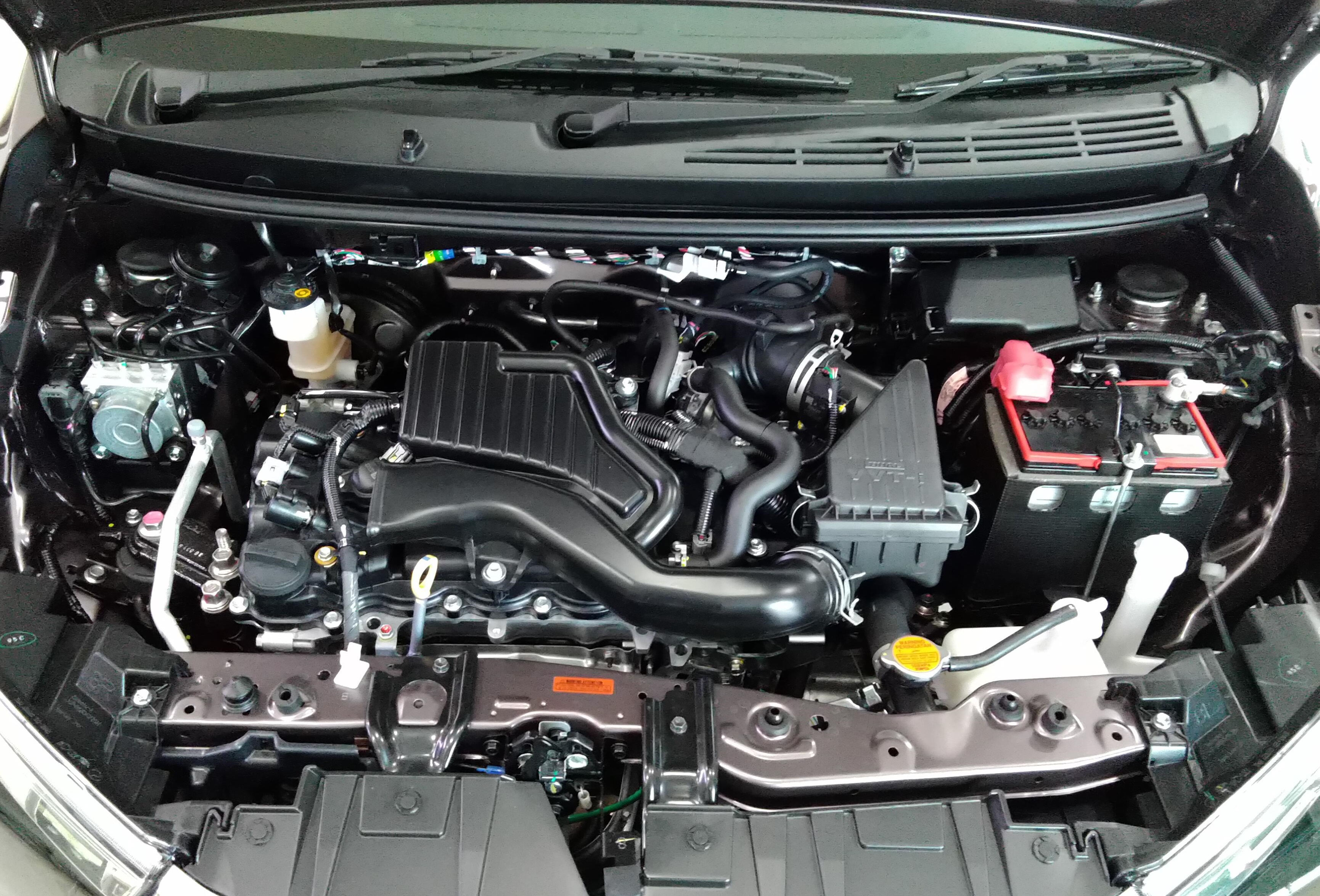
1NR-VE
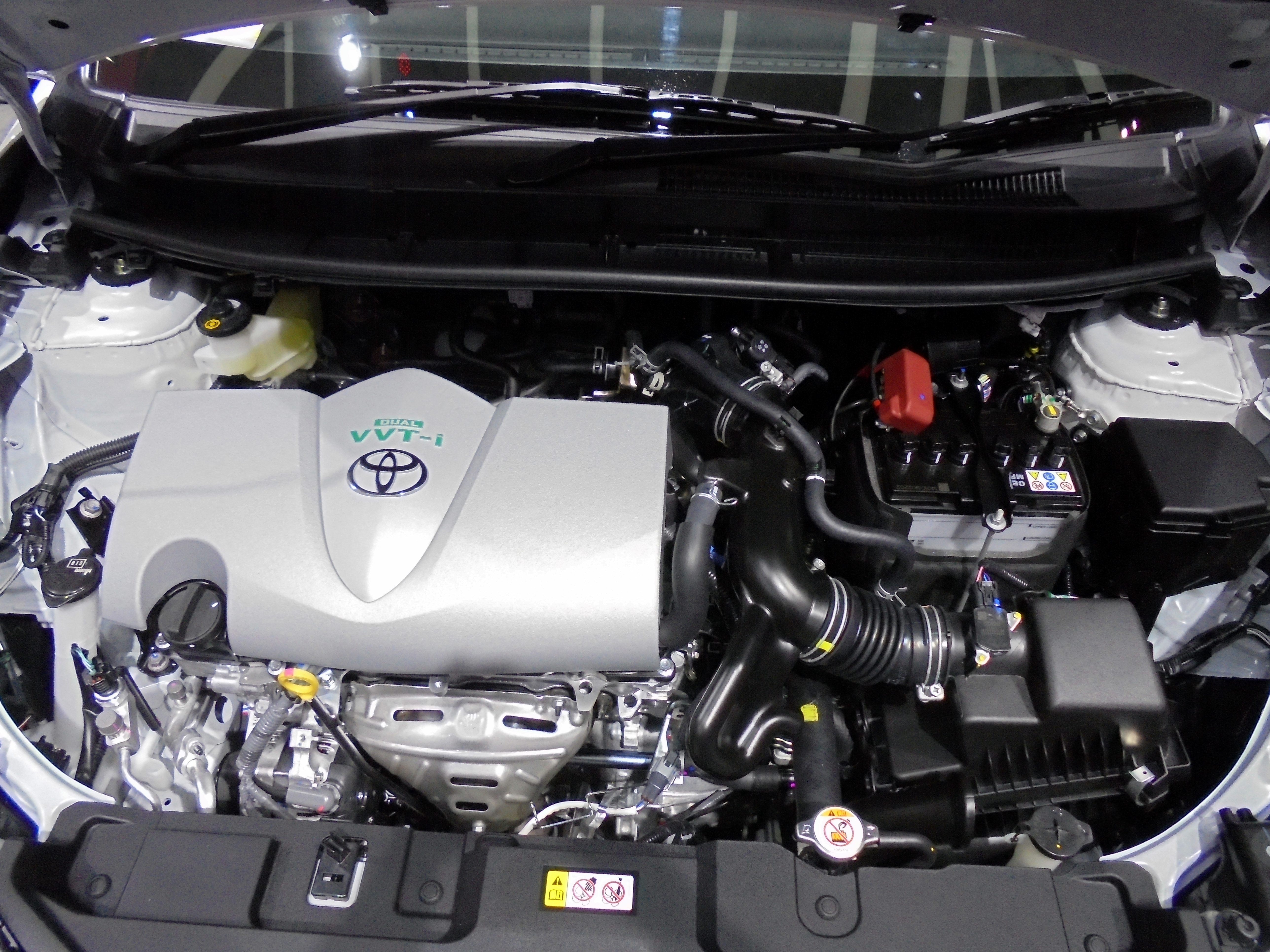
2NR-FE
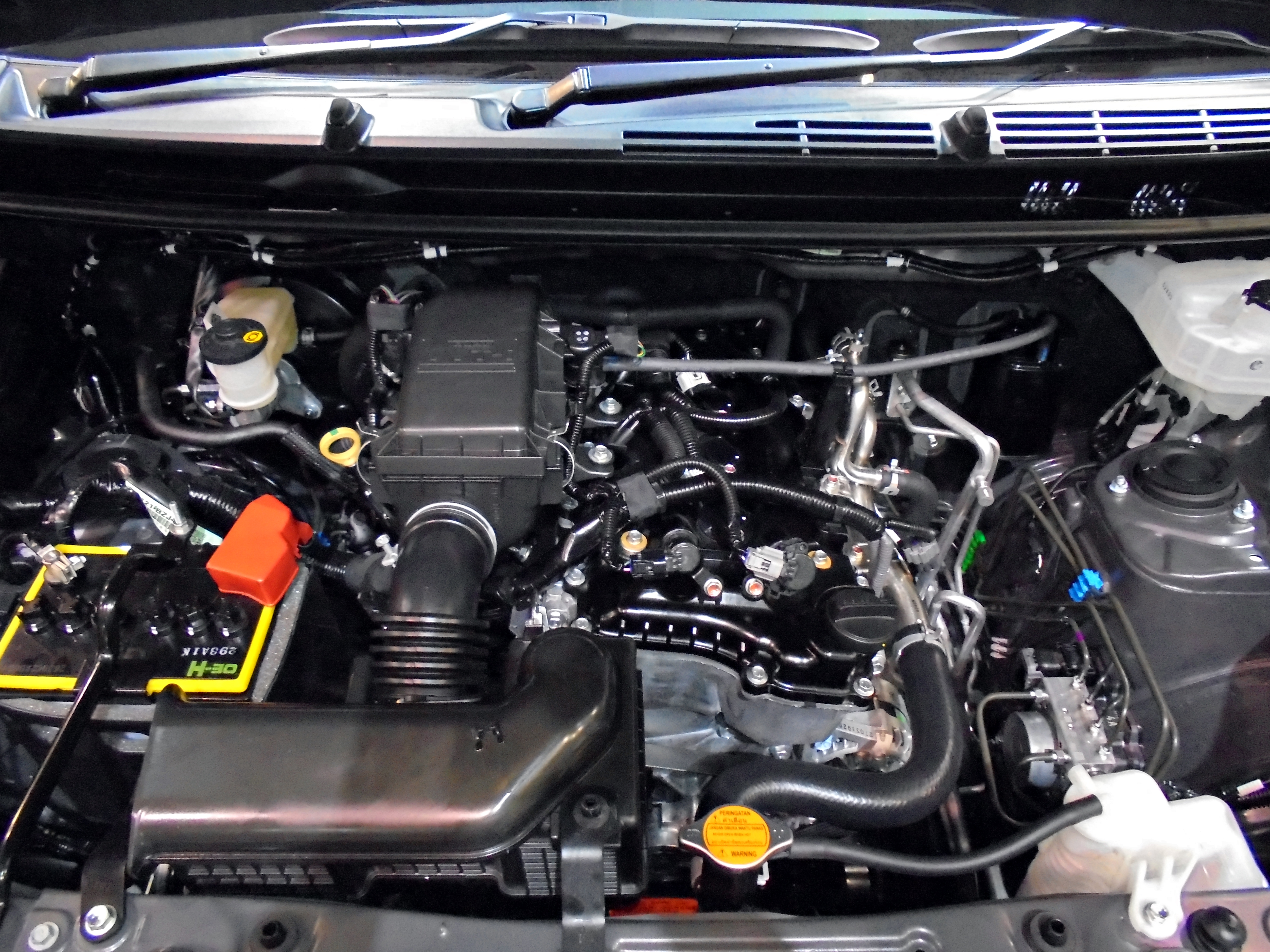
2NR-VE
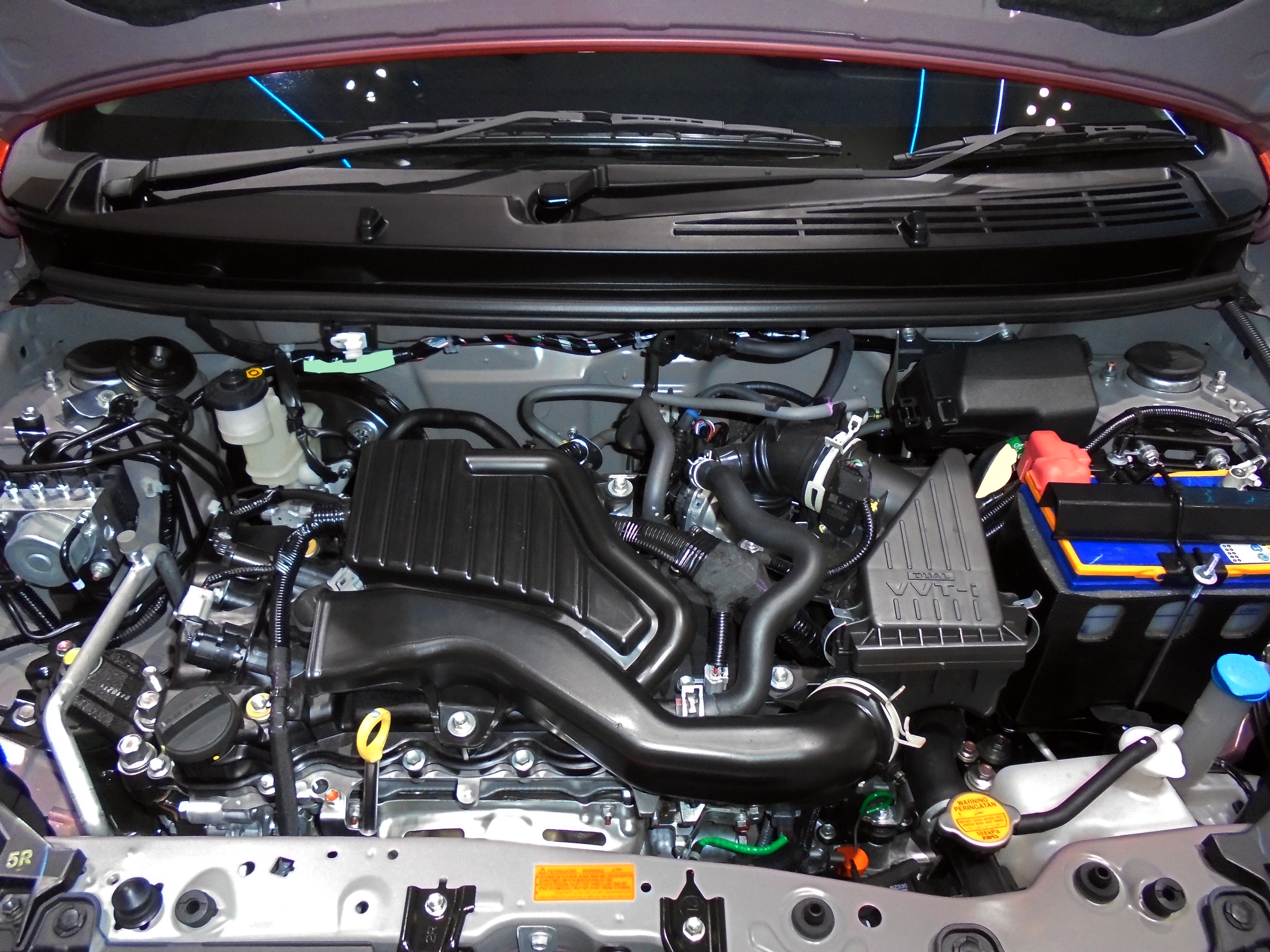
3NR-VE
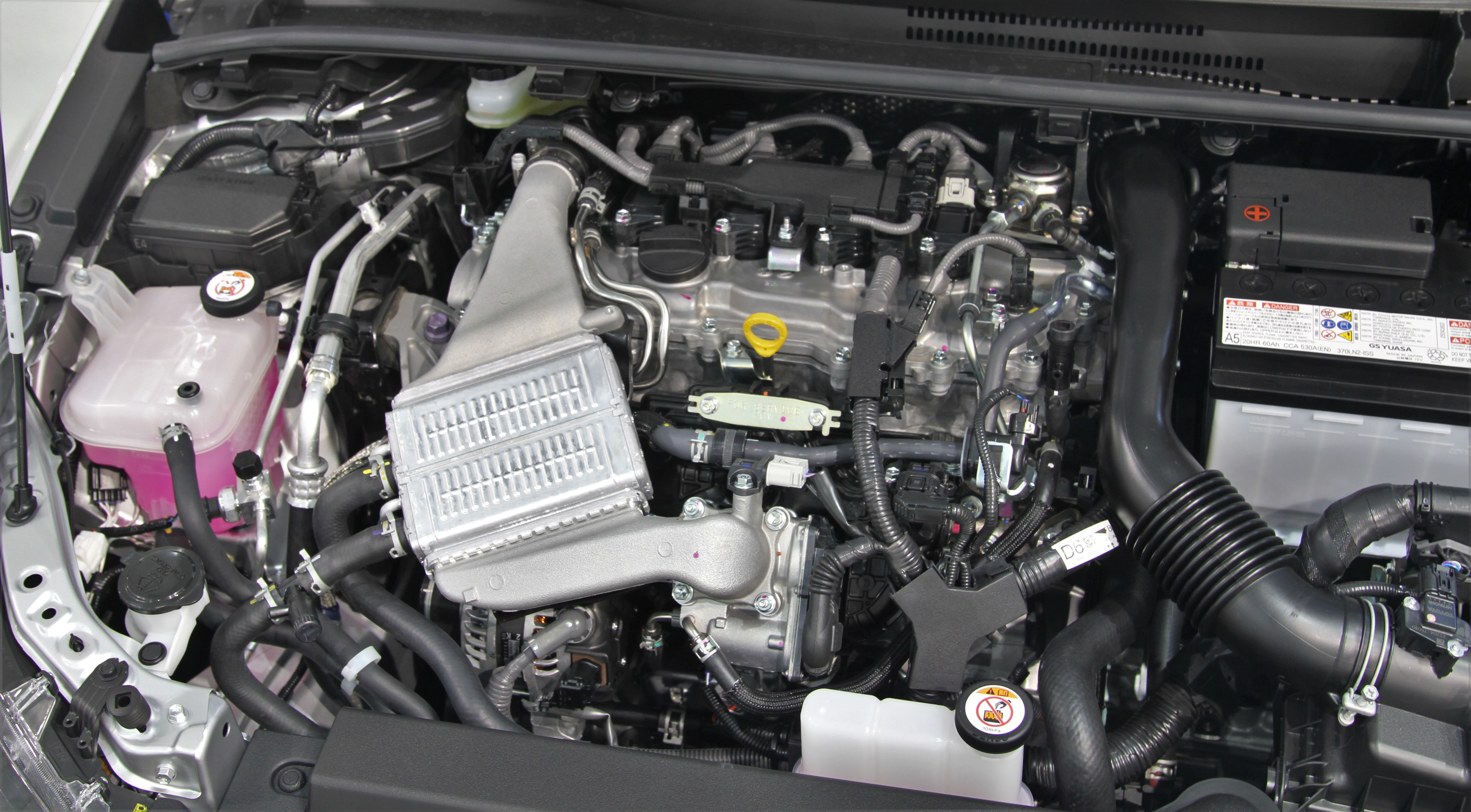
8NR-FTS